# Curtiss-Wright AT-9 Jeep
Le Curtiss-Wright AT-9 Jeep était un avion d'entraînement avancé bimoteur américain, utilisé par l'US Army Air Forces (puis l'US Air Force) pendant la Seconde Guerre mondiale. Il permettait de combler le vide existant entre les avions d'entraînement monomoteurs et les avions de combat bimoteurs, dont le maniement était assez différent.
L'AT-9 disposait d'une configuration monoplan cantilever à aile basse, d'un train d'atterrissage rétractable et était propulsé par deux moteurs en étoile Lycoming R-680-9 de 295 ch.

## Conception et développement
La Curtiss-Wright Corporation anticipa le besoin de ce genre d'« avions à hautes performances » et conçut le Curtiss-Wright CW-25, un avion d'entraînement bimoteur qui possédait les caractéristiques de décollage et d'atterrissage d'un bombardier léger. Utilisant la même conception de base que celle du plus gros Cessna AT-17 Bobcat, le nouveau CW-25 fut conçu pour simuler les contraintes et nécessités des opérations effectuées à bord d'avions multimoteurs.
Le concept était de petite taille, regroupant deux moteurs en étoile Lycoming R-680-9 vers l'avant et utilisant une roulette de queue rétractable, afin d'atteindre les performances nécessaires pour correspondre aux besoins d'un avion d'entraînement avancé. L'unique prototype CW-25 acquis pour évaluations possédait une structure de fuselage en tubes d'acier soudés et recouverte de tissu, de même que les ailes et la section de queue.

## Carrière opérationnelle

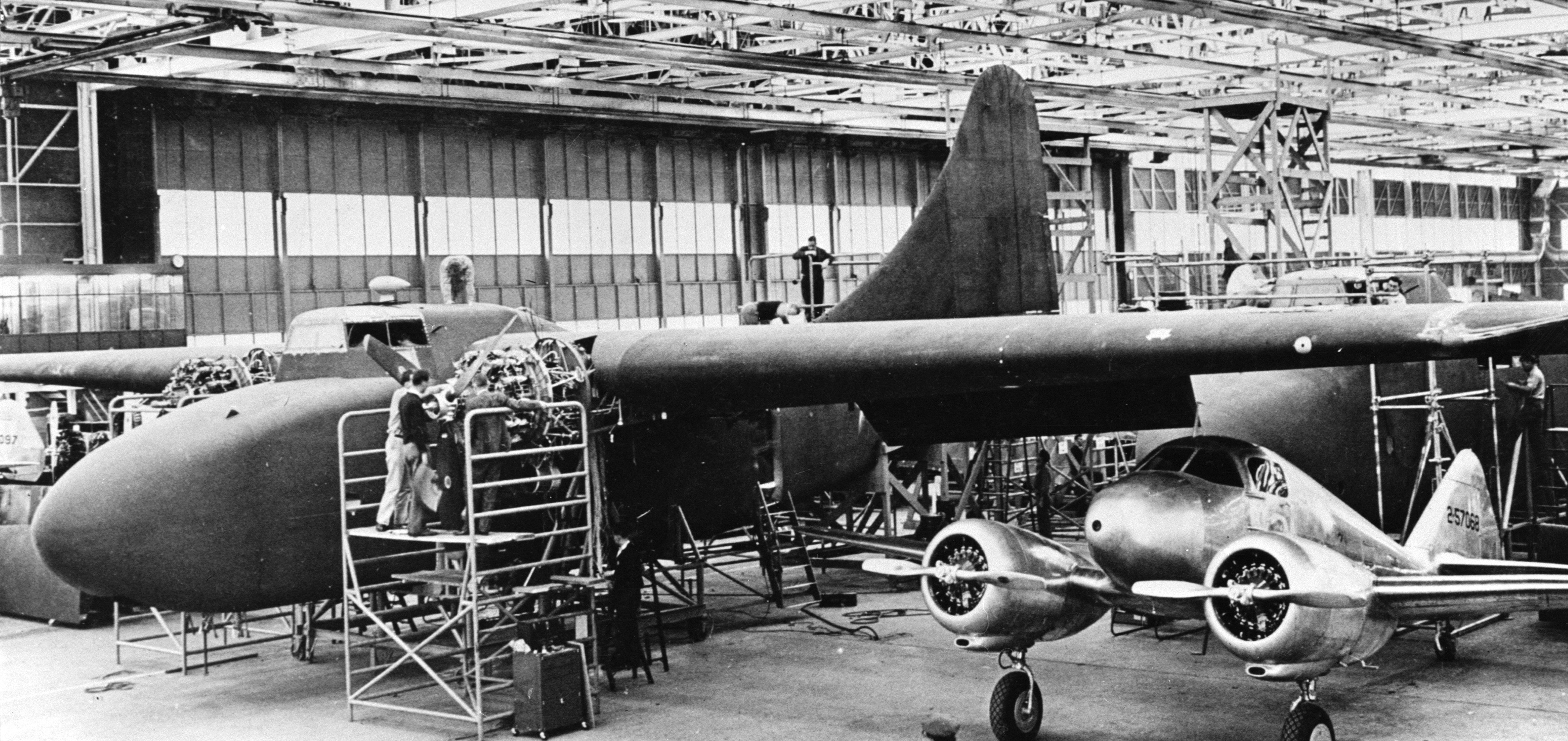
Un Curtiss AT-9A sous l'aile d'un C-76 Caravan à l'usine de Curtiss-Wright, en 1943. L'AT-9A est de taille plutôt modeste.

Le premier prototype du Model 25 vola pour la première fois en 1941, et sa version de production entra en service sous la désignation d'AT-9 en 1942. Nommé « The Fledgling » (« l'oisillon ») par Curtiss-Wright, il devint communément connu sous le nom de « Jeep » dans l'USAAF. Ce premier exemplaire avait un fuselage, des ailes et une section de queue recouvertes de tissu, mais les AT-9 de production furent dotés d'un revêtement en métal laminé.
L'AT-9 fut volontairement conçu pour être moins stable, et se montra assez difficile à piloter ou poser, ce qui le rendait particulièrement adapté à l'entraînement des nouveaux pilotes, pour les habituer aux caractéristiques de vol exigeantes des appareils multimoteurs de nouvelle génération à hautes performances, tels que les B-26 Marauder et P-38 Lightning.
491 exemplaires de l'AT-9 furent produits, avant que la production ne cesse et qu'une nouvelle série d'AT-9A, globalement similaires, commence. Produits entre 1941 et 1943, tous les appareils furent retirés du service après 1943, lorsqu'un nombre suffisant de B-25 et B-26 devinrent disponibles pour que certains d'entre-eux puissent être utilisés comme appareils d'entraînement. En raison de ses caractéristiques pointues et de son pilotage délicat, l'AT-9 ne fut pas proposé à la vente sur le marché civil après la Seconde Guerre mondiale, et très peu d'exemplaires connurent une carrière civile, qui de plus fut assez courte. Beaucoup d'exemplaires ne volant plus furent toutefois donnés à des écoles pour l'entraînement d'équipes au sol.

## Versions

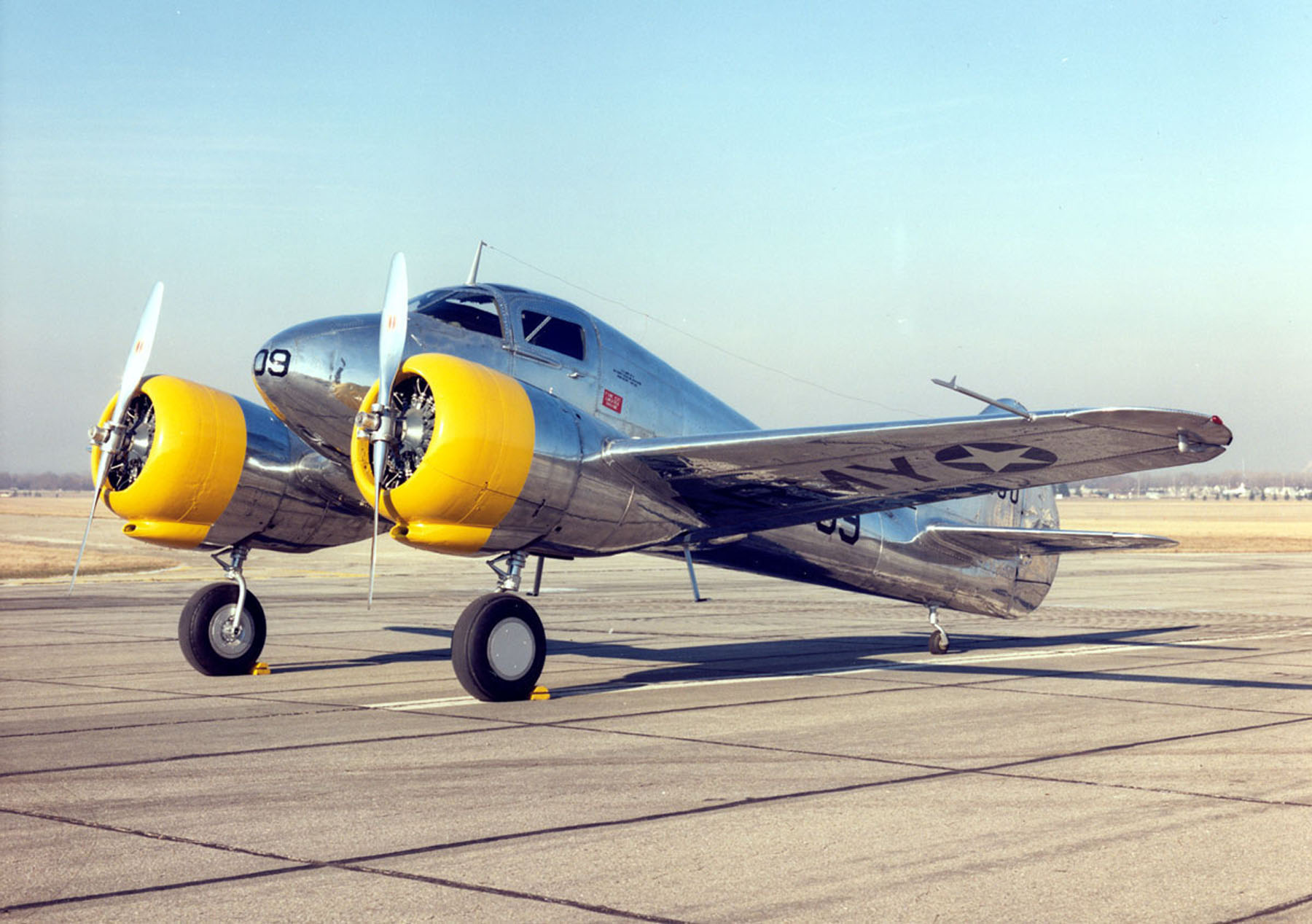
Curtiss AT-9 au National Museum of the United States Air Force, près de Dayton, dans l'Ohio.

- CW-25 : Prototype, recouvert de tissu sur le fuselage et la section de queue ;
- AT-9 : Version de production, dotée d'un revêtement métallique et de deux moteurs en étoile Lycoming R-680-9, produite à 491 exemplaires ;
- AT-9A : AT-9 avec des moteurs Lycoming R-680-11 et un système hydraulique revu. Produit à 300 exemplaires avant l'arrêt de la production, en février 1943.

## Exemplaires préservés
Deux AT-9 sont encore visibles de nos jours. Le premier est en exposition permanente au National Museum of the United States Air Force, sur la base aérienne Wright-Patterson près de Dayton, dans l'Ohio. Cet avion a nécessité une importante restauration, et est le fruit du travail des équipes de spécialistes du musée, ayant rassemblé deux cellules incomplètes ensemble et fabriqué sur place des éléments à partir de zéro.
Alors que la carcasse d'un AT-9A (no 42-56882) récupérée d'un site de crash a été envoyée au Pima Air & Space Museum pour restauration, l'avion est incomplet et fortement abîmé, et va nécessiter un long et difficile travail de rénovation pour pouvoir être exposé.